# 体外排精
性交中断法（體外射精；拉丁文：coitus interruptus、rejected sexual intercourse、withdrawal或pull-out method）又稱体外排精避孕法（外射）、阴道外射精，是一种古老的生育控制手段，指性交期间男性在未达性高潮之前及早将他的阴茎撤出（withdrawal或pull-out method）、移開性伴侶的阴道，为避免授精使女方受孕，男性會在其他地方射精或排出精液。此种避孕方法已有两千多年的历史，為全世界的人所廣用，据估计1991年约有3800万对夫妻用此方法。
此避孕法不需花錢、不需準備材料或藥物，容易施行，然因理論上失敗率偏高（每一百個婦女使用一年中，平均有十八人左右會懷孕）而介紹較少。一些医学专家认为此法不能有效防止艾滋病和其他性傳播疾病的感染，而用性交中断法避孕效果因人而異。

## 历史
体外射精的最早记载见于不迟于西元前5世纪完成的犹太教经典摩西五经中。角色俄南与嫂嫂他玛性交，却不愿替兄长珥留下后代，以此法避孕而被神处死。后因误解，Onan成为日语(オナニー)等语言中“自慰”的词源。古希腊人和古罗马人可能偏爱较小的家庭因而想方设法避孕:12,16-17， 一些考古学家根据一些资料和文物，有理由相信在当时人们就已经懂得利用性交中断法来限制生育了。
在5世纪初罗马帝国开始衰败后，直到15世纪初，没有任何人们使用避孕措施的记载。由于技术和工具限制及宗教信仰，人们减少避孕，再加上罗马帝国持续衰败，导致许多避孕方法失传。:33,42
从18世纪直到现代避孕方式得到发展之前，性交中断法在欧洲、北美等地一直是最流行的避孕方法之一。

## 使用率
据估计在20世纪末，全世界约有3%的育龄妇女以性交中断法作为主要避孕方法。不同地区的数据差异极大，非洲约有16%的育龄妇女以性交中断法作为主要的避孕方法，而西亚只有1%的育龄妇女性交中断法作为主要的避孕方法。在美国，有研究表明56%的育龄妇女的伴侣曾使用过性交中断法避孕，而2002年的统计数据则称有大约2.5%的育龄妇女以性交中断法作为主要的避孕方法。

## 方法和特点、条件
很多人喜欢使用性交中断法避孕是因为服用避孕药有很大的副作用，例如会导致抑鬱、阴道干涩、性欲减退、体重增加、头痛等。性交中断法避孕不需要任何成本，无需借助任何的工具或者药物，没有身体副作用，并且不会影响性交时的性快感。
值得注意的是，性高潮前，男性撤出要及时，女性也要配合。而排精时要离开女性外阴，宜将精液排在事先准备毛巾或软布上，避免因精液沾染外阴或阴道口而发生意外妊娠。性生活中，因女性宫颈粘液流出，即使精液仅沾染外阴或阴道口，未排入阴道，精子也会顺宫颈粘液上行，与卵子相会而致受孕。公共卫生部门通常建议此法不宜长期单独采用，只可作为手头无避孕药、具时的临时措施。采用此法者宜先戴避孕套练习数次，掌握要领后再正式使用。

## 避孕效果

### 统计
和许多其他避孕措施一样，性交中断法成功关键在于坚持正确使用方法。一些课题小组经过研究后发现，在不注重正确使用方法的情况下，性交中断法的失败率约为15-28%。相比之下，服用避孕药的失败率约为2-8%，使用宮內節育器失败率只有约0.8%，使用安全套的失败率则在10-18%之间。一些人认为使用性交中断法的效果类似于使用安全套，但在这方面还需要更进一步的研究。
在夫妻每次性行为都正确使用避孕方法的情况下，性交中断法的失败率为4%，与之相比，在每次性行为均使用避孕措施的情况下，服用避孕药失败率为0.3%，使用避孕环的失败率为 0.6%，使用安全套的失败率为2%。
相对于安全套和避孕药、宮內節育器，性交中断法避孕的成功率偏低。虽然使用性交中断法无需任何成本，但是由于成功率偏低，使用者要承受更大的怀孕风险。

### 分析
一般而言，容易導致避孕失效的理由有三：
1. 精子細胞通常在射精前伴隨輸精管的收縮而從尿道口流出幾滴，每滴內含有精子約五萬個，如果流入陰道，有一滴精液就足可使卵子受精
2. 在衝刺到最緊張的階段，抽出陰莖的時機可能因男人依戀快感而太遲，使一部分精液射在陰道內；
3. 有時在性交中断、體外排精后，男性立刻用手來撫摸女方的陰部使她達到高潮，或隔不了多久就進行第二次性交，這兩種情形下，手指和陰莖都可能把精子再次帶進陰道。

一些研究组织从射精前排出的体液中均未找到可致孕的精子。然而，縱使有计划施行性交中断法，但懷孕仍可能發生的原因之一，是因為在實務上，性交未达性高潮之前的陰莖仍有一些液體流出，而這些液體有時含有精子。
基于以上原因，有专家建议男子最好在性交前进行排尿，以排除尿道内残留的精子，在射精后，尽快清洗阴茎，并避免用手接触女方的外阴。
此外，假如男性喝酒或高潮出其意外的來得太快，要想用此法就較難實現。而此法在女人而言無法控制。

## 潛在風險

### 心理影響
正常適度和諧的性生活可增進夫妻間的感情，然而男方在女性未达到高潮前若突然中断性交，会给性伴侣造成挫折感，令伴侣不满、情緒不悅、憤怒或不安，长期可能导致抑鬱或性冷淡。
另外，也容易造成夫妻間隔阂或不和睦，例如女方懷孕了，男方不認為是事先有精液進入陰道生成的，反而誤認為女方不貞，由此引起口角；而強行中斷性行為，女方得不到性滿足，性心理受壓抑，會對性交産生反感，給夫妻之間感情蒙上一層陰影。

### 病症风险
若伴侣罹患性病或艾滋病，使用性交中断法并不能防止传染。因为病毒和细菌也会通过体液和粘膜传染给对方。
科学家马斯特斯和约翰逊则认为经常使用性交中断法会造成早泄或阳痿。男子在性生活的整個過程中，其性反應是在大腦皮層的控制下完成的。性交中的心理和生理刺激，會引起一系列變化反應，高度的興奮會使精神緊張、心跳加快、血壓上升等。同時生殖器官表現為陰莖血管充血及肌肉收縮而勃起。如果在達到高潮時突然中斷性交，勢必對性心理産生不良影響，久而久之，容易發生性神經衰弱。
男子在性交過程中，由於性興奮，在射精前陰莖勃起更堅挺，如在此時強行中止性交，可能會使相關中樞神經的功能發生障礙，长期容易罹患功能性不射精症。

## 延伸阅读
- Jones RK, Fennell J, Higgins JA, Blanchard K.  (PDF). Contraception. 2009年6月, 79 (6): 407–10  [2009-07-23]. PMID 19442773. doi:10.1016/j.contraception.2008.12.008. （原始内容存档 (PDF)于2009-06-11）.

## 外部連結
- Contraception and abortion in Islam（页面存档备份，存于）
- Withdrawal